# Allison Scagliotti

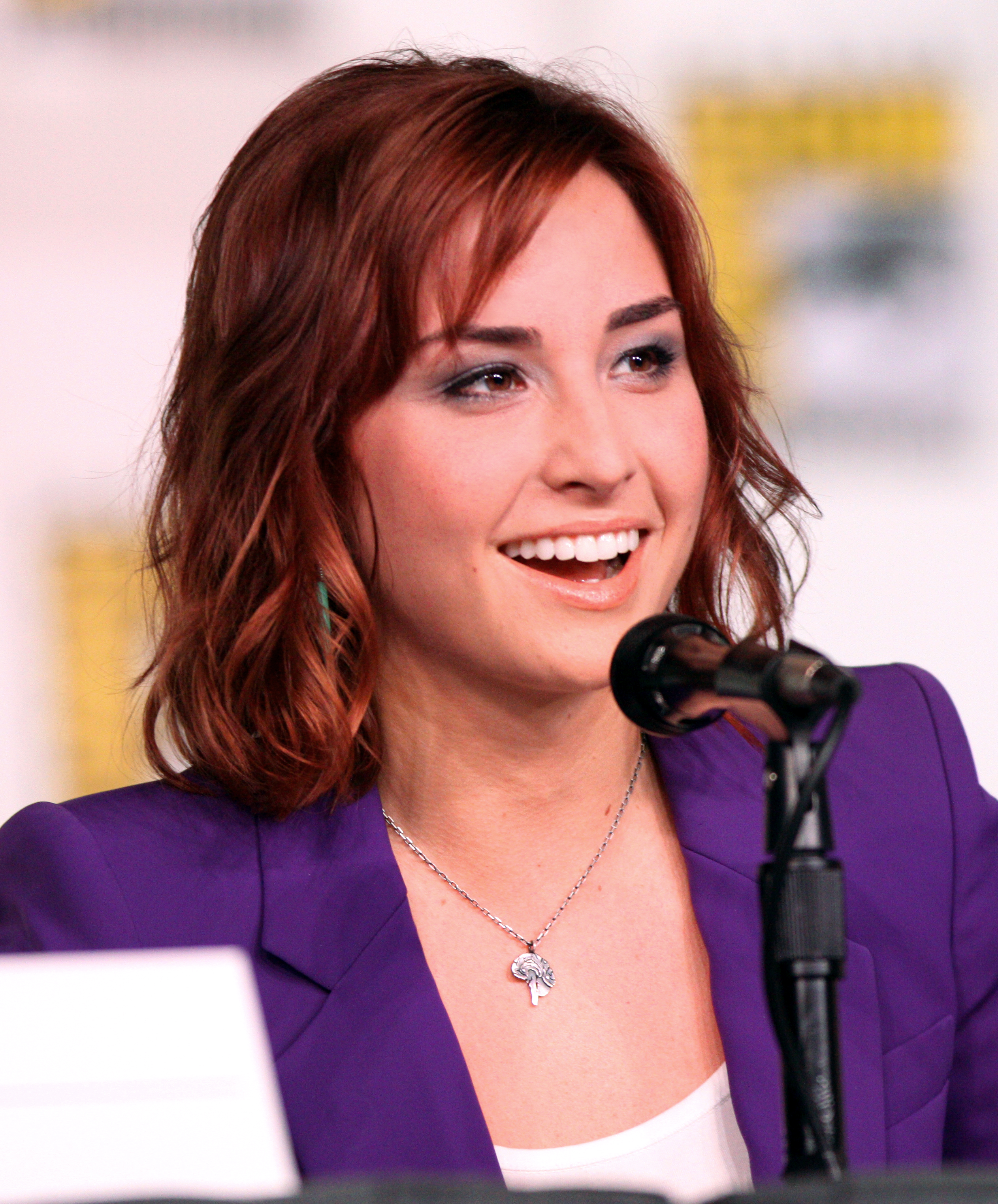
Allison Scagliotti (2012)

Allison Glenn Scagliotti (* 21. September 1990 in Monterey, Kalifornien) ist eine US-amerikanische Schauspielerin, bekannt durch ihre Rolle als Claudia Donovan in der Fernsehserie Warehouse 13, sowie Filmproduzentin und Regisseurin.

## Leben
Allison Scagliotti, zu Beginn ihrer Karriere auch Allison Scagliotti-Smith, zog mit ihrer Familie, die irische und italienische Wurzeln hat, im Alter von fünf Jahren nach Mandeville, Louisiana, bis sie 2001 wieder nach Kalifornien zurückzogen. Ihr Debüt hatte sie 2002 in dem Pilotfilm America’s Most Terrible Things. Es folgten Rollen in der Sitcom Keine Gnade für Dad, der Jugendserie Zoey 101 und Emergency Room – Die Notaufnahme. Auch wenn sie meist in Fernsehserien zu sehen ist, spielt Scagliotti auch in Filmen wie The TV Set oder Hilfe, mein Tagebuch ist ein Bestseller.
In der Jugendserie Drake & Josh hatte Scagliotti von 2004 bis 2007 eine wiederkehrende Gastrolle als Mindy Crenshaw, der zuerst Rivalin und späteren Freundin des Hauptcharakters Josh Nichols. 2008 war sie im zugehörigen Fernsehfilm Fröhliche Weihnachten, Drake & Josh in derselben Rolle zu sehen. Scagliotti selbst war zwischen 2006 und 2007 mit ihrem Drake-&-Josh-Schauspielkollegen Josh Peck liiert.
In One Tree Hill war sie wiederkehrend in drei Folgen als Abby Brown zu sehen. Weitere Rollen hatte Scagliotti in Serien wie CSI: Vegas oder Party Down oder dem Independentfilm My Name Is Jerry. Ihre erste Hauptrolle in einer Fernsehserie spielte Scagliotti von 2009 bis 2014 in der Science-Fiction-Serie Warehouse 13. In der ersten Staffel wirkte sie noch als Nebendarstellerin mit, ab Beginn der zweiten Staffel gehörte sie zur Hauptbesetzung. In ihrer Rolle der Claudia Donovan war sie auch in einer Crossover-Folge der Schwester-Serie Eureka – Die geheime Stadt zu sehen.
Von 2015 bis 2017 war Scagliotti als Camille Engelson in der Serie Stitchers Teil der Hauptbesetzung.
In ihrer Freizeit spielt Scagliotti Gitarre und schreibt Gedichte, von denen sie bereits einige veröffentlichte.

## Filmografie (Auswahl)
Schauspielerin
- 2002: America’s Most Terrible Things (Fernsehfilm)
- 2003: Once Around the Park (Fernsehfilm)
- 2004: Keine Gnade für Dad (Grounded for Life, Fernsehserie, 2 Folgen)
- 2004: Back When We Were Grownups (Fernsehserie)
- 2004–2007: Drake & Josh (Fernsehserie, 8 Folgen)
- 2005: Zoey 101 (Fernsehserie, Folge 1x10)
- 2006: The TV Set (Fernsehfilm)
- 2006: Hilfe, mein Tagebuch ist ein Bestseller (Read It and Weep, Fernsehfilm)
- 2006: Emergency Room – Die Notaufnahme (ER, Fernsehserie Folge 13x06)
- 2006–2007: One Tree Hill (3 Folgen)
- 2007: Redemption Maddie (Kurzfilm)
- 2008: Fröhliche Weihnachten, Drake & Josh (Merry Christmas, Drake & Josh, Fernsehfilm)
- 2009: CSI: Vegas (CSI: Crime Scene Investigation, Fernsehserie, Folge 9x13)
- 2009: Party Down (Fernsehserie, Folge 1x06)
- 2009: My Name Is Jerry
- 2009: Smallville (Fernsehserie, Folge 9x08)
- 2009–2014: Warehouse 13 (Fernsehserie, 60 Folgen)
- 2010: Eureka – Die geheime Stadt (Eureka, Fernsehserie, Folge 4x05)
- 2011: Losers Take All
- 2011: Warehouse 13: Of Monsters and Men (Fernsehserie, 10 Folgen)
- 2012: Warehouse 13: Grand Designs (Fernsehserie, 10 Folgen)
- 2013: Person of Interest (Fernsehserie, Folge 2x20)
- 2013: Switched at Birth (2 Folgen)
- 2013: Bones – Die Knochenjägerin (Bones, Fernsehserie, Folge 8x21)
- 2013: Surf Party – Bikini-Babes und kaltes Bier (National Lampoon Presents: Surf Party)
- 2013: Chastity Bites
- 2015–2017: Stitchers (Fernsehserie, 31 Folgen)
- 2016: Vampire Diaries (The Vampire Diaries, 4 Folgen)
- 2016: Fresh Off the Boat (Fernsehserie, Folge 2x21)
- 2016: Anne Darling (Kurzfilm)
- 2016: Mary + Jane (Fernsehserie, Folge 1x09)
- 2016: The Vampire Diaries (Fernsehserie, 4 Folgen)
- 2018: The Cards (Kurzfilm)
- 2018: Little Gold Star (Kurzfilm)
- 2018: Truly Outrageous (Kurzfilm)
- 2018: Take One Thing Off (Fernsehserie, Folge 1x07)
- 2022: The Rookie: Feds (Fernsehserie, Folge 1x05)
- 2023: Ein Mädchen namens Lay Lay (That Girl Lay Lay, Fernsehserie, Folge 2x17)

Regie
- 2018: The Cards (Kurzfilm)
- 2018–2019: Henry Danger (Fernsehserie, 5 Folgen)
- 2019: Just Roll with it (Fernsehserie, 2 Folgen)

Produktion
- 2013: Chastity Bites
- 2018: The Cards